# 蕭俊德
萧俊德，河南省商水县萧谭人氏。清朝軍事將領、武進士出身。
清光绪三年（1877年）丁丑武科殿试，获金榜第二甲第7名，赐武进士出身。封御前二等侍卫正四品，授庐州府督司。